# Hyla sanchiangensis
Hyla sanchiangensis es una especie de anfibios de la familia Hylidae. Es endémica de China.
Sus hábitats naturales incluyen bosques templados, subtropical or tropical moist lowland forests, montanos secos, marismas de agua dulce, corrientes intermitentes de agua y tierras de irrigación. Está amenazada de extinción por la destrucción de su hábitat natural.